# Sérvio Túlio
Sérvio Túlio (em latim, Servius Tullius; ?? – Roma, 539 a.C.), foi o sexto rei de Roma. Segundo a tradição, reinou  por 44 anos, entre 578 a.C. e 539 a.C. A tradição a partir do imperador Cláudio o identifica também como o magister populi (colaborador militar do rex no período do Reino de Roma) etrusco Macstarna ou Mastarna.
Fez erigir a primeira muralha de Roma, proclamou as primeiras leis sociais e levou Roma à hegemonia na  península Itálica, fazendo-a ingressar na Liga das Sete Colinas, de que participavam quase todas as cidades da Itália Central.

## Nascimento
Sérvio, como atestado também pelo nome, era de origem humilde. De fato, nasceu de uma prisioneira de guerra (que teria sido nobre em sua cidade de origem), que fazia serviços domésticos para Tarquínio Prisco.

## Coroação
Deve sua fortuna a Tanaquil, mulher do rei Tarquínio Prisco, que previu sua futura grandeza e por isso lhe deu sua filha como esposa. Com a morte do marido, ela fez com que Sérvio Túlio o sucedesse como rei. De fato, quando Tarquínio foi morto num complô organizado pelos três filhos de Anco Márcio, aos quais havia subtraído o trono, Tanaquil escondeu do povo romano a morte do marido, dizendo que ele havia sido ferido, e que Sérvio Túlio seria o regente. Deu assim a este último a oportunidade de apresentar-se como sucessor natural quando, três dias depois, ao restabelecer-se a calma, foi comunicada a morte do rei.

## Reinado

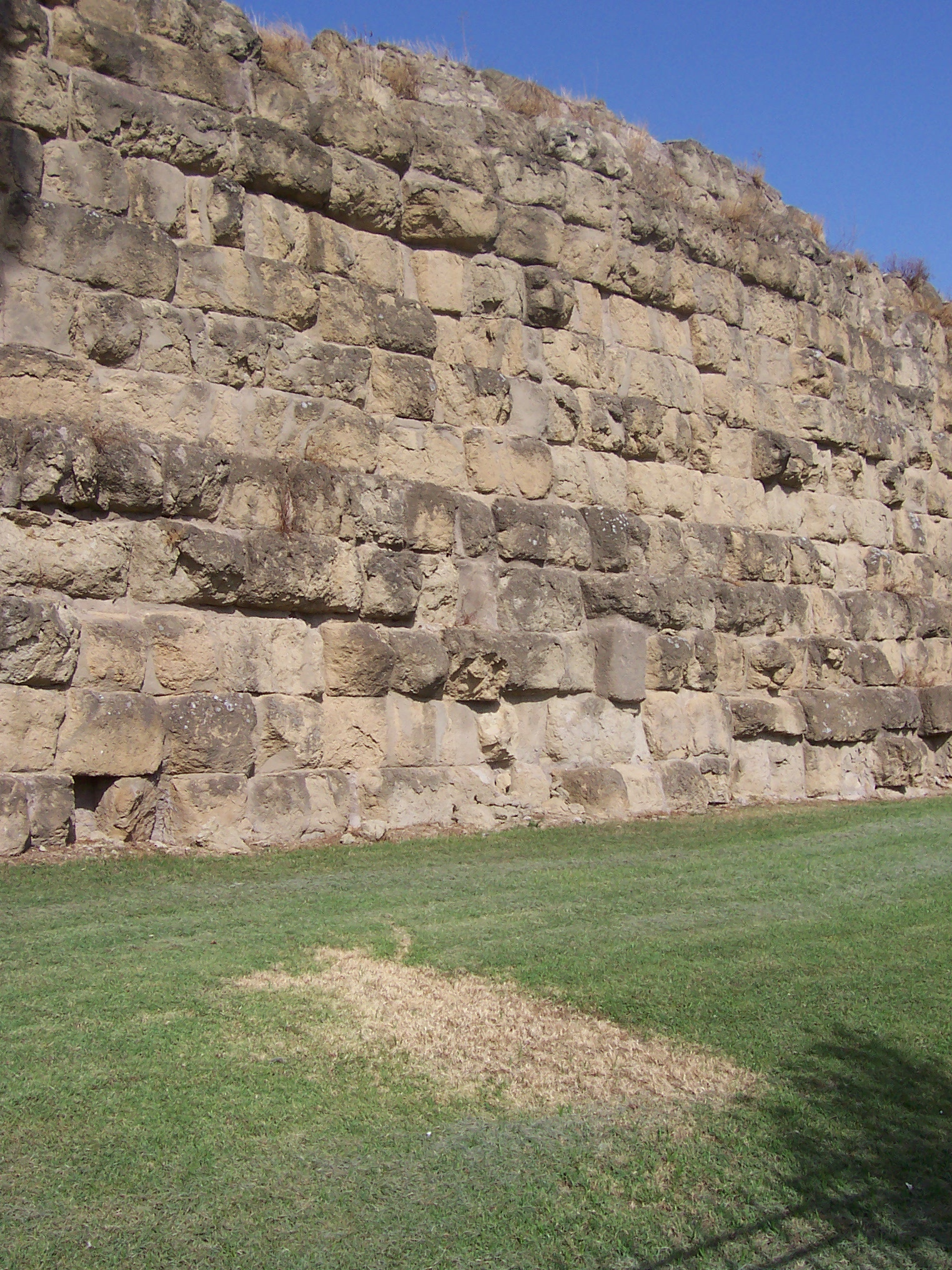
A Muralha Serviana herdou o nome do rei Sérvio Túlio e são as verdadeiras primeiras muralhas de Roma.

Organizou o exército e realizou uma importante reforma social no século VI a.C.. Dividiu o povo romano em tribos, segundo o domicílio. Dividiu também a população em cinco classes, de acordo com a renda de cada indivíduo. Cada classe deveria contribuir com um certo número de soldados para o exército. As questões militares passaram a ser decididas nas assembleias das centúrias - divisões do exército romano com cem homens, comandados por um centurião. As centúrias patrícias conseguiam impor sua vontade porque eram em maior número. A reforma implementada por Sérvio Túlio concedeu alguns direitos aos plebeus, entre eles o direito ao serviço militar. Criou o censo, que deveria ser realizado de cinco em cinco anos, e melhorou as defesas da cidade. Extinguiu as tribos antigas e dividiu a cidade em quatro tribos urbanas (Suburana, Palatina, Esquilina e Colina).
Sérvio Túlio casou suas duas filhas com membros da família etrusca dos Tarquínios. Foi um dos seus genros que decidiu, estimulado pela esposa, Túlia Menor, tomar o poder, degolando seu sogro e transformando-se no sétimo rei de Roma.